# Friedrich Haase (Philologe)

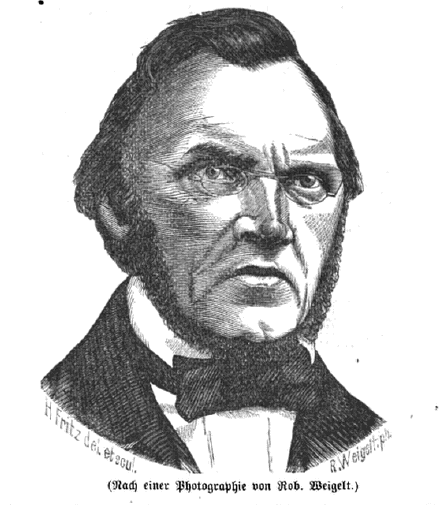
Friedrich Haase (1808–1867)

Friedrich Haase (* 4. Januar 1808 in Magdeburg; † 16. August 1867 in Breslau) war ein deutscher Altphilologe und Hochschullehrer.

## Leben
Haase, Sohn eines Schneiders, studierte Philologie an der Friedrichs-Universität Halle, der Universität Greifswald und der Friedrich-Wilhelms-Universität Berlin. Er wurde Mitglied der Alten Halleschen Burschenschaft (1827) und der Alten Greifswalder Burschenschaft (1828).
Nach kurzer Tätigkeit am Köllnischen Gymnasium wurde er 1831 an der Cauerschen Anstalt in Charlottenburg angestellt. Seit 1834 Adjunkt in Schulpforta, wurde er schon Ostern 1835 wegen Teilnahme an burschenschaftlichen Unternehmungen vom Amt suspendiert, 1836 abgelöst und bis 1837 in Festungshaft gehalten. Im Zuge der Demagogenverfolgung wurde er im Schwarzen Buch der Frankfurter Bundeszentralbehörde (Eintrag Nr. 592) festgehalten.
Hierauf machte er eine wissenschaftliche Reise über Heidelberg und Straßburg nach Paris. Die Schlesische Friedrich-Wilhelms-Universität Breslau berief ihn 1840 als außerordentlichen und 1846 als ordentlichen Professor für Philologie. 1848 war er Mitglied der Preußischen Nationalversammlung. 1858/59 war er Rektor der Universität. 1863 wurde er als auswärtiges Mitglied in die Bayerische Akademie der Wissenschaften aufgenommen.
Haase starb mit 59 Jahren.

## Schriften
- De Republica Lacedaemoniorum (Berlin 1833), den Thukydides mit lateinischer Übersetzung (Paris 1841)
- Lucubrationum Thucydidiarum mantissa (Berlin 1841)
- Vellejus Paterculus (Leipzig 1851, 2. Aufl. 1863)
- L. Annaei Senecae Opera quae supersunt (1852–53, 3 Bde.; 2. Aufl. 1872–1873)
- Cornelii Taciti Opera, 2 Bände 1855

Zu Karl Christian Reisigs Vorlesungen über lateinische Sprachwissenschaft (Leipzig 1839) fügte Haase schätzbare Anmerkungen hinzu. Seine eigenen Vorlesungen über lateinische Sprachwissenschaft erschienen aus seinem Nachlass (1. Bd. von Eckstein, Leipzig 1874; 2. Bd. von H. Peter, 1880). Außerdem schrieb er: Vergangenheit und Zukunft der Philologie (Berlin 1835); Die athenische Stammverfassung (1857) und eine Reihe von Aufsätzen und Rezensionen, namentlich zur Literaturgeschichte und Geschichte der Philologie im Mittelalter und in der Renaissance.